# Список умерших в 523 году

## Февраль
- 1 февраля — Бригитта Ирландская, ирландская католическая и православная святая, покровительница Ирландии.

## Май
- 6 мая — Тразамунд, король вандалов (496—523).

## Август
- 6 августа — Гормизд, Папа Римский (514—523). Святой католической церкви, покровитель конюхов.

## Дата смерти неизвестна или требует уточнения
- Ардгал мак Конайлл, король Миде (не ранее 516—520/523).
- Арефа Эфиопский, христианский мученик, казнён.
- Бидх[англ.] — единственный известный по имени  епископ Роскоммона
- Гвинлиу Бородатый, правитель Гвинлуга (до 523).
- Евфимия, супруга византийского императора Юстина I.
- Иукунд Аостский[фр.] — епископ Аосты, святой католической церкви
- Мурьен из Пэкче[англ.] — король Пэкче (501—523)
- Филоксен Маббугский, один из крупнейших, наряду с Севиром Антиохийским и Иаковом Серугским, богословов-монофизитов начала VI века.